# Ferdinand von Türckheim
Ferdinand August Josef Freiherr von Türckheim-Altdorf (* 27. November 1789 in Straßburg; † 4. April 1848 in Darmstadt) war ein Diplomat und Abgeordneter im Großherzogtum Hessen.

## Leben
Ferdinand von Türckheim war der Sohn des Diplomaten Johann von Türckheim aus dem elsässischen Geschlecht der Türckheim und dessen Ehefrau Johanna geb. Seufferheld. Er heiratete am 8. Februar 1832 in der Kartäuserkapelle in Freiburg Leopoldina Heinrica geb. Freiin Zweyer von Evenbach, die Tochter des Kurmainzischen Geheimen Rates und Fürstlich Eichstättischem Hofmarschalls Ignaz Franz Anton Freiherr Zweyer von Evenbach, und dessen Frau Maria Anna geb. Freiin von Rotberg. Eine Tante war Lili Schönemann, „Goethes Lili“, die Bernhard Friedrich von Türckheim geheiratet hatte. Ein Bruder war Johann von Türckheim, 1831–1835 großherzoglich badischer Staatsminister.
Im Oktober 1807 begann er an der Friedrich-Alexander-Universität Erlangen  Rechtswissenschaft zu studieren. 1808 im Corps Onoldia recipiert, zeichnete er sich als Consenior und Senior aus. Er wechselte im November 1809 an die Ruprecht-Karls-Universität Heidelberg. Ernst Meyer-Camberg bezweifelt, dass er sich dort auch den Oberrheinern anschloss. Ein Beleg dafür, z. B. ein Stammbucheintrag aus Heidelberg, ist nicht bekannt. Nach dem Studium wurde er Regierungsassessor in Darmstadt. 1814 nahm er als Hauptmann am Frankreichfeldzug teil. Danach war er für das Großherzogtum Hessen Regierungsrat, Legationssekretär in Paris und dann in Rom. 1825 trat er in das Großherzoglich Hessische Außenministerium ein und wurde Geschäftsträger am Hof in Wien. Dort wurde er 1824 zum Geheimen Legationsrat ernannt. 1825 wurde er Geheimrat und Kammerherr. 1826 wurde er bevollmächtigter Minister am Hof des Herzogtums Nassau in Wiesbaden. 1827 war er Vorsitzender des Komitees des Hofoperntheaters und später Generalintendant der Hofkapelle und des Hoftheaters. 1829 wurde er Oberzeremonienmeister und 1836 Direktionsmitglied der Darmstadter Staatsschuldenkasse. Ab 1842 diente er als außerordentlicher Gesandter und bevollmächtigter Minister am Hof des Königreichs Bayern in München. 1845 wurde er zum Oberkammerherren ernannt.
Von 1834 bis zu seinem Tod 1848 war er vom Großherzog auf Lebenszeit berufenes Mitglied der ersten Kammer der Landstände des Großherzogtums Hessen. Die Ernennung datiert vom 23. April 1834, den Abgeordneteneid legte er am 29. April 1834 ab. 1836 bis 1847 war er Erster Sekretär der Kammer. Er war Mitglied der Damrstädter Freimaurerloge Johannes der Evangelist zur Eintracht. Er wurde 58 Jahre alt.